# Segle
Un segle és un període de cent anys. Aquesta pàgina conté els enllaços als diferents segles.
En català, els segles s'escriuen en xifres romanes, i mai en xifres aràbigues. Un altre error comú, que en aquest cas no és de caràcter lingüístic, és creure que els segles comencen un any abans del que realment comencen, car els segles comencen a l'any xx01 i no pas a l'any xx00. Així doncs, el segle xxi no va començar l'1 de gener del 2000, sinó l'1 de gener del 2001.
Els segles anteriors al segle i porten el sufix aC ("abans de Crist"). Igual que no hi ha cap any 0, tampoc no existeix cap segle 0, i es passa directament del segle i aC al segle i. En els casos en què hi pugui haver confusió, els segles posteriors a Crist poden portar el sufix dC ("després de Crist"), per tal d'evitar ambigüitats.
En història de l'art, els segles posteriors al segle xi també es poden denominar pel seu nom en italià, que sovint es fa servir com a metàfora per referir-se a l'estil artístic que es va desenvolupar en aquella època: el Duecento, el Trecento, el Quattrocento, etc.

## Origen i etimologia
El mot segle prové del mot llatí saeculum que significa «raça», «generació». El concepte fou creat pels romans, els quals l'indicaven com a «saeculum civile» per tal de diferenciar-lo del «saeculum naturale», que feia referència a la durada màxima de la vida mortal, i el «saeculum religiosum», concepte introduït pels llibres sibil·lins i que comprenia una durada de 110 anys.

## Inici i fi en el calendari gregorià
Segons el calendari gregorià, el segle i DC va començar l'1 de gener, 1 i va acabar el 31 de desembre de l'any 100. El segle ii va començar en any 101, etc. El segle n es va iniciar/s'iniciarà l'any 100 * n - 99. Un segle només inclou un any centenari, que comença amb el número de segle (per exemple, 1900 és l'últim any, del segle xix).

### SegleiaC i dC
No hi ha "segle zero" entre el segle i aC i el segle i. A més, no hi ha 0 dC. El calendari gregorià «salta» d'1 aC a 1 dC. El segle i aC inclou l'any 100 aC fins a l'1 aC. D'altres segles abans de Crist segueixen el mateix patró.

### Vers l'inexistent Segle 0
L'any 525 dc Dionís l'Exigu (anomenat així per la seva petita alçada), monjo i astrònom originari d'Escítia (l'actual Ucraïna), va rebre l'encàrrec de confeccionar unes taules per calcular la data de Pasqua. Per fer-ho va calcular la data del naixement de Crist i va establir-la l'any 754 a.u.c. (ab urbe condita, l'any de la fundació de Roma). D'aquesta manera s'establia que aquell era el primer any del senyor (Anno Domini) com a punt de partença de l'origen de temps per calcular els anys. No va ser fins més tard que es va introduir la nomenclatura d'abans i de després de Crist. En aquest càlcul cap enrere es va passar directament de l'any 1 dC a l'1 aC obviant el que hauria d'haver estat l'any zero. Així, els segles comencen l'any 1 i finalitzen el 100 (i no del 0 al 99 com hauria d'haver estat).

### Segle Astronòmic
La datació emprada pels astrònoms, inclou un any zero (0). L'any 1 aC gregorià es correspon amb el número 0, l'any 2 aC es numera -1, i en general l'any N aC és numerat "-(n - 1)", mentre que els anys després de crist (D.C.) són numerats "+n". Així doncs els segles astronòmics comprenen la numeració del 0 al 99.

## Evolució del concepte
El destacat historiador occità Jaques Le Goff considera que el concepte de segle aritmètic, entès com una durada de 100 anys, és relativament modern, situant l'inici d'aquesta concepció en el segle xvi, junt amb els conceptes de les edats de la història (Antiga, Mitja i Moderna).
Així el concepte de Segle era, per les gents de l'edat mitjana, lo oposat del més enllà; l'expressió Viure en el segle, expressió quotidiana en l'edat mitjana a Europa, tenia un significat diferent del que se li atorga posteriorment. El Segle, per la gent de l'edat mitjana, era la seva percepció del present, de lo actual, de lo modern. Ser modern era viure en el segle. Un reflex d'aquest fet el trobem amb el significat del mot segle present en el nou testament: en aquest el mot segle fa referència a la vida del món present per oposició a la del món futur del regne de Crist o bé fent referència a la vida humana per oposició a la vida espiritual i per extensió la vida en el món per oposició a la vida religiosa.
Si bé és possible ubicar l'origen del concepte aritmètic del Segle, val a comentar que la preocupació per tal d'establir una mesura del temps es dona ja des d'antic. Les diferents cultures i civilitzacions de l'antiguitat ja procuren mesurar el temps i estableixen diferents mesures d'aquest, naixent així una gran quantitat de calendaris diferents. Aquesta mesura del temps neix de les observacions de diferents fenòmens naturals i al mateix temps hi són presents els sentiments religiosos de cada una de les cultures que els formen.
El concepte de segle és una elaboració cultural, lligat a la natura però al mateix temps clarament influenciat per les creences culturals, en aquest sentit és on apareix el concepte d'aritmètic de segle: A partir del segle xvi es comença a perfilar una tendència a laïcitzar el temps, s'intenta deixar de costat les influències religioses que puguin estar presents en la percepció del temps, l'home de l'edat moderna procura separar el comportament religiós del racional.

## Segle històric contra segle aritmètic
El temps històric és sovint diferent del temps cronològic i aritmètic, aquest últim sol passar per alt els processos que regeixen una societat i els conflictes i interessos que es donen en ella, el temps cronològic ordena i organitza els fets però es mostra imperfecte a l'hora de dotar de sentit un moviment social, cultural i històric. Així per exemple el concepte de Segle XX cronològic el situen entre els anys 1901 a l'any 2000 no obstant per a molts historiadors és més propi acotar-lo en el que s'ha denominat el curt segle XX que comprendria el període de des de l'any 1914 (inici primera guerra mundial) el 1990 (amb el col·lapse de la Unió Soviètica). Aquest fet es mostra també en altres èpoques i segles, per exemple els conceptes referits a la història de l'art com ara el Trecento o el Quattrocento o bé els diferents Segles d'Or de les literatures mundials tampoc encaixen en un sistema cronològic pur, els segles històrics són laxes en la seva durada doncs aquests no deixen de ser manifestacions simultànies de duracions moviments i canvis diversos que es donen en un col·lectiu al llarg d'un temps determinat.

## Segles
Per temps anteriors vegeu l'article paleolític.
- Mil·lenni X aC
- Mil·lenni IX aC
- Mil·lenni VIII aC
- Mil·lenni VII aC
- Mil·lenni VI aC
- Mil·lenni V aC

| Mil·lenni | Segle  | Segle    | Segle      | Segle     | Segle    | Segle   | Segle    | Segle     | Segle    | Segle   |
| --------- | ------ | -------- | ---------- | --------- | -------- | ------- | -------- | --------- | -------- | ------- |
| IV aC:    | XL aC  | XXXIX aC | XXXVIII aC | XXXVII aC | XXXVI aC | XXXV aC | XXXIV aC | XXXIII aC | XXXII aC | XXXI aC |
| III aC:   | XXX aC | XXIX aC  | XXVIII aC  | XVII aC   | XXVI aC  | XXV aC  | XXIV aC  | XXIII aC  | XXII aC  | XXI aC  |
| II aC:    | XX aC  | XIX aC   | XVIII aC   | XVII aC   | XVI aC   | XV aC   | XIV aC   | XIII aC   | XII aC   | XI aC   |
| I aC:     | X aC   | IX aC    | VIII aC    | VII aC    | VI aC    | V aC    | IV aC    | III aC    | II aC    | I aC    |
| I:        | I      | II       | III        | IV        | V        | VI      | vii      | viii      | ix       | x       |
| II:       | XI     | xii      | xiii       | xiv       | xv       | xvi     | xvii     | xviii     | xix      | xx      |
| III:      | XXI    | XXII     | XXIII      | XXIV      | XXV      | XXVI    | XXVII    | xviii     | XXIX     | XXX     |
| IV:       | XXXI   | XXXII    | XXXIII     | XXIV      | XXXV     | XXXVI   | XXXVII   | XXXVIII   | XXXIX    | XL      |

- Mil·lenni V
- Mil·lenni VI
- Mil·lenni VII
- Mil·lenni VIII
- Mil·lenni IX
- Mil·lenni X
- Mil·lenni XI
- Mil·lenni XII
- Mil·lenni XIII